# Herzi Halevi
Herzl Halevi, detto Herzi (Gerusalemme, 17 dicembre 1967), è un generale israeliano ex capo di stato maggiore generale (Ramatkal) delle forze di difesa israeliane (IDF) dal 16 gennaio 2023 al 5 marzo 2025.
In precedenza ha ricoperto la carica di comandante del Comando meridionale israeliano, è stato a capo della direzione dell'intelligence militare, comandante della 91ª divisione (territoriale), comandante della 35ª brigata di paracadutisti e comandante del Sayeret Matkal. Halevi è stato il primo ebreo osservante a ricoprire il ruolo di capo dell'intelligence militare israeliana.